# Абезгауз, Евгений Зелманович
Евгений Зелманович (иногда Залманович) Абезгауз (1939[…], Ленинград — 2008, Хайфа) — советский и израильский художник-нонконформист.

## Биография
Родился Евгений Абезгауз в профессорской семье в Ленинграде. Отец учил его рисовать масляными красками и отвёл в художественную школу. Также его учили играть на скрипке. В 1962 закончил Электротехнический институт связи имени Бонч-Бруевича. Несколько лет проработал инженером-электриком. Женился, в браке родилась дочь. Жена затем работала в Министерстве связи Израиля.
В 1973 закончил Ленинградское высшее художественно-промышленное училище им. В. Мухиной. За участие в андеграундной квартирной выставке художника уволили с официальной работы. Абезгауз стал зарабатывать, продавая картины частным коллекционерам. Много путешествовал по СССР, побывав на Урале, в Якутии и на Дальнем Востоке.
В 1975 организовал группу еврейских художников «Алеф». Картины её художников, творчество которых было связано с диссидентским движением, сначала выставлявшиеся в городах СССР (в ноябре 1975 года квартирную выставку посетило несколько тысяч человек), удалось негласно вывезти в США в багаже американской промышленной выставки. В США и других странах они выставлялись в музеях. В 1977 году (по другим данным — в конце 1976) семья художника после нескольких лет нахождения в отказе выехала наконец в Израиль. Он поселился в Эйн-Ходе, что поблизости от Хайфы. В день появления Абезгауза в Израиле в газете «Маарив» вышла большая иллюстрированная статья о группе «Алеф».
Картины Абезгауза экспонируются в музеях разных стран. В России они присутствуют в Русском музее.
Почётный гражданин американских штатов Кентукки и Канзас, почётный профессор Далларманского католического колледжа. Имя художника вошло в антологию «История еврейского искусства от Первого храма до наших дней», которую издал музей Лос-Анджелеса.
Изобрёл настойку «Баркановка» с двадцатью целебными травами. По собственным словам Абезгауз «верующий еврей, хотя и некошерный».

## Творчество
Абезгауз много рисовал мыльные пузыри, ставшие своеобразной визитной карточкой художника. Художник обращается к «библейским» и «местечковым», по мотивам произведений Менделе Мойшем-Сфорима и Шолом-Алейхема, сюжетам, его картины проникнуты философским поиском. Многие работы посвящены ближнему кругу Абезгауза, на других в чистом, «лабораторном» пространстве подвешены наследники мыльных пузырей — подсвеченные идеальные сферы.